# Geld oder Leben (Film)
Geld oder Leben ist eine französisch-deutsche Filmkomödie von Jean-Pierre Mocky, der auch das Drehbuch schrieb, aus dem Jahr 1966. Die Hauptrollen spielen die jeweils bekanntesten Filmkomiker ihres Landes, Heinz Rühmann und Fernandel.

## Handlung
Pelepan ist bei Immobilien Bertin in Toulouse angestellt. Um einen gerichtlichen Prozess gegen ein Haarwuchsmittel abzuwenden, welches er nebenbei mit seinem Unternehmen entwickelt, sollen seine beiden Angestellten, der elsässische Buchhalter Henry Schmidt und der Kassierer Charles Migue, von Bertin veruntreutes Geld bei einem Notar einzahlen. Er schickt die beiden dafür nach Paris. Mit dem Geld begeben sich die beiden auf eine zunächst, in ihren Augen, ganz normale Dienstreise im Auftrag ihres Chefs.
Die Handlung des Films nimmt Fahrt auf, als sie in Erklärungsnöte gelangen, weshalb sie so viel Bargeld bei sich haben. Sie geraten in ein Fiasko, als sie aufgrund der vielen unerwarteten Komplikationen am Ende sogar noch den Grund der Reise vergessen, nämlich die Übergabe des Geldes. Jetzt ist den beiden endgültig klar, dass sie wohl unwissentlich in eine kriminelle Tat verwickelt wurden. Doch sie versuchen selbst an das Geld zu gelangen, um den Drahtziehern das Handwerk zu legen.

## Synchronisation
Die deutsche Fassung entstand 1965.
| Heinz Rühmann    | Buchhalter Henry Schmidt                | Heinz Rühmann       |
| Fernandel        | Kassierer Charles Migue                 | Klaus W. Krause     |
| Jean Poiret      | Unternehmer Pelepan                     | Christian Marschall |
| Marilù Tolo      | Violette                                | Eva Pflug           |
| Jean Carmet      | Geistlicher                             | Fred Maire          |
| Simone Duhart    | Frau Präsident und Generaldirektor      | n.n.                |
| André Gabriello  | Pierre                                  | Erik Jelde          |
| Jacques Legras   | Tapu                                    | Leo Bardischewski   |
| Darry Cowl       | Marquy                                  | Wolfgang Draeger    |
| Michel Galabru   | Notar                                   | Anton Reimer        |
| Michael Lonsdale | Vorsitzender d. Vereins d. Schüchternen | Horst Sachtleben    |

## Produktionsnotizen
Der 1965 u. a. in Toulouse und Paris gedrehte Film hatte am 27. April 1966 in Frankreich seine Premiere unter dem Titel La bourse et la vie. In Deutschland wurde das Werk fünf Monate später, am 27. September 1966, uraufgeführt.
Der Film ist ein freies Remake des deutschen Klassikers Der brave Sünder aus dem Jahre 1931 von Fritz Kortner nach einem Drehbuch von Alfred Polgar. An der Seite von Max Pallenberg spielte auch damals Rühmann mit.

Bilder der Dreharbeiten
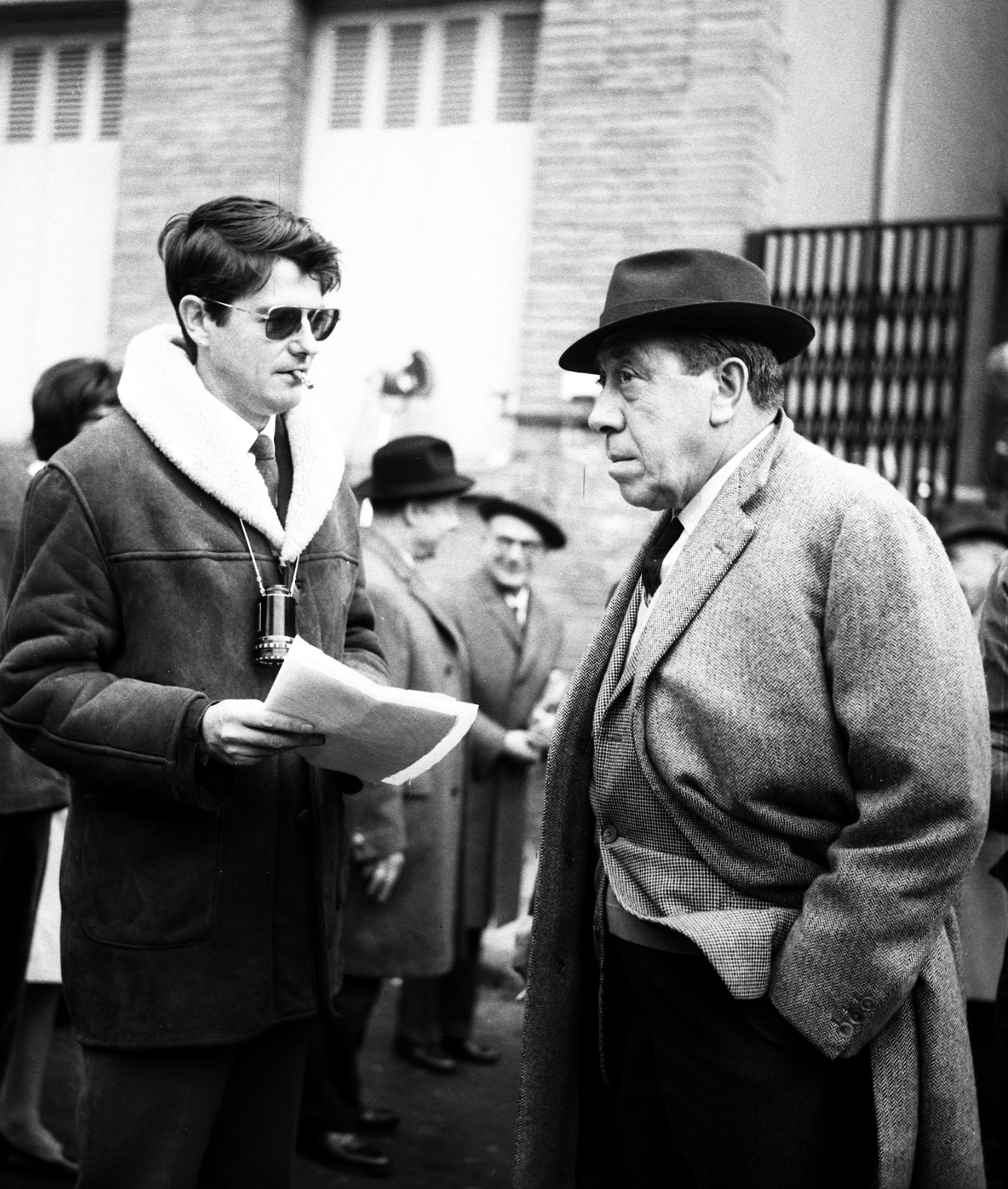
Regisseur Jean-Pierre Mocky mit Fernandel
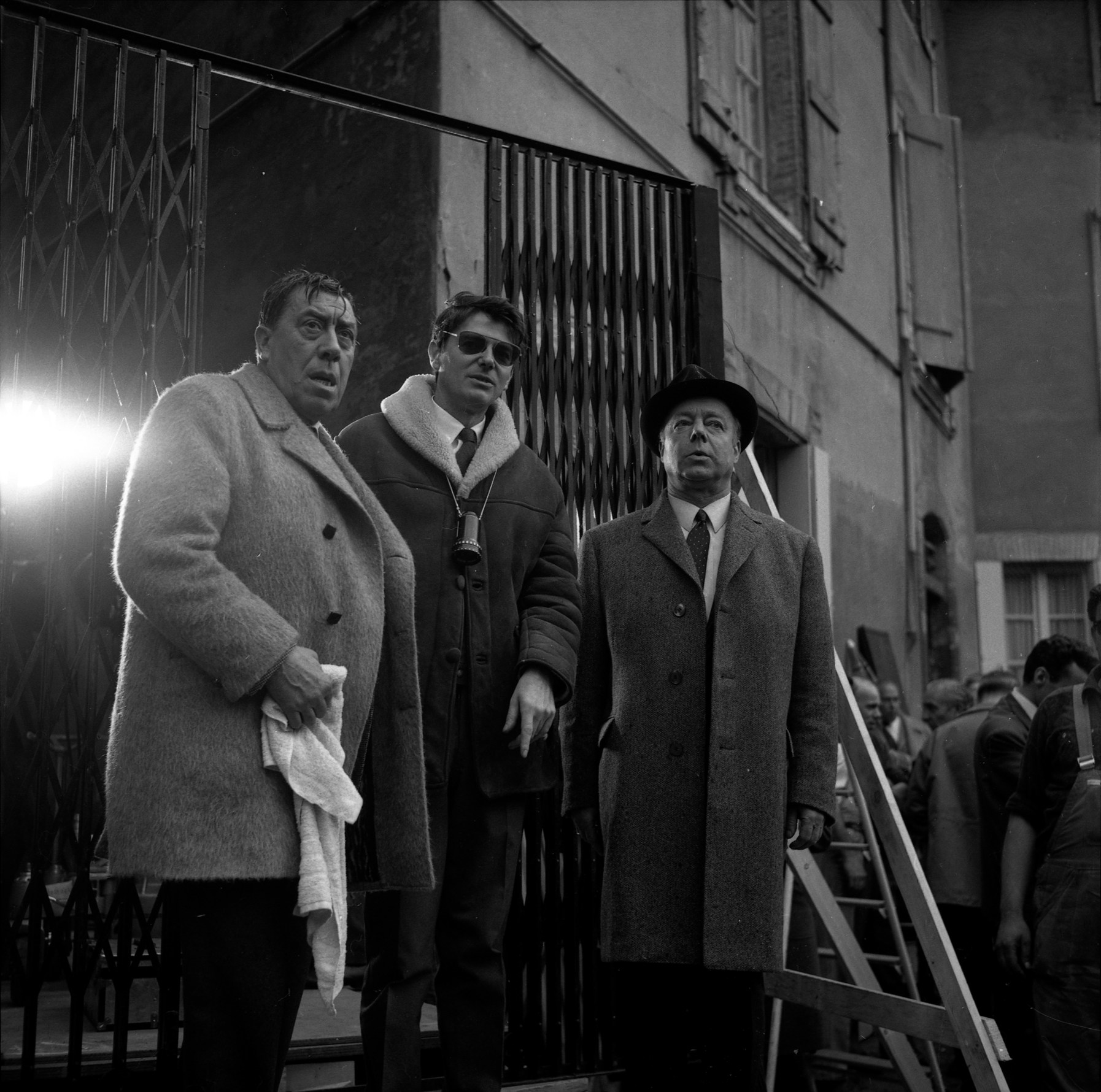
Fernandel, Jean-Pierre Mocky und Heinz Rühmann
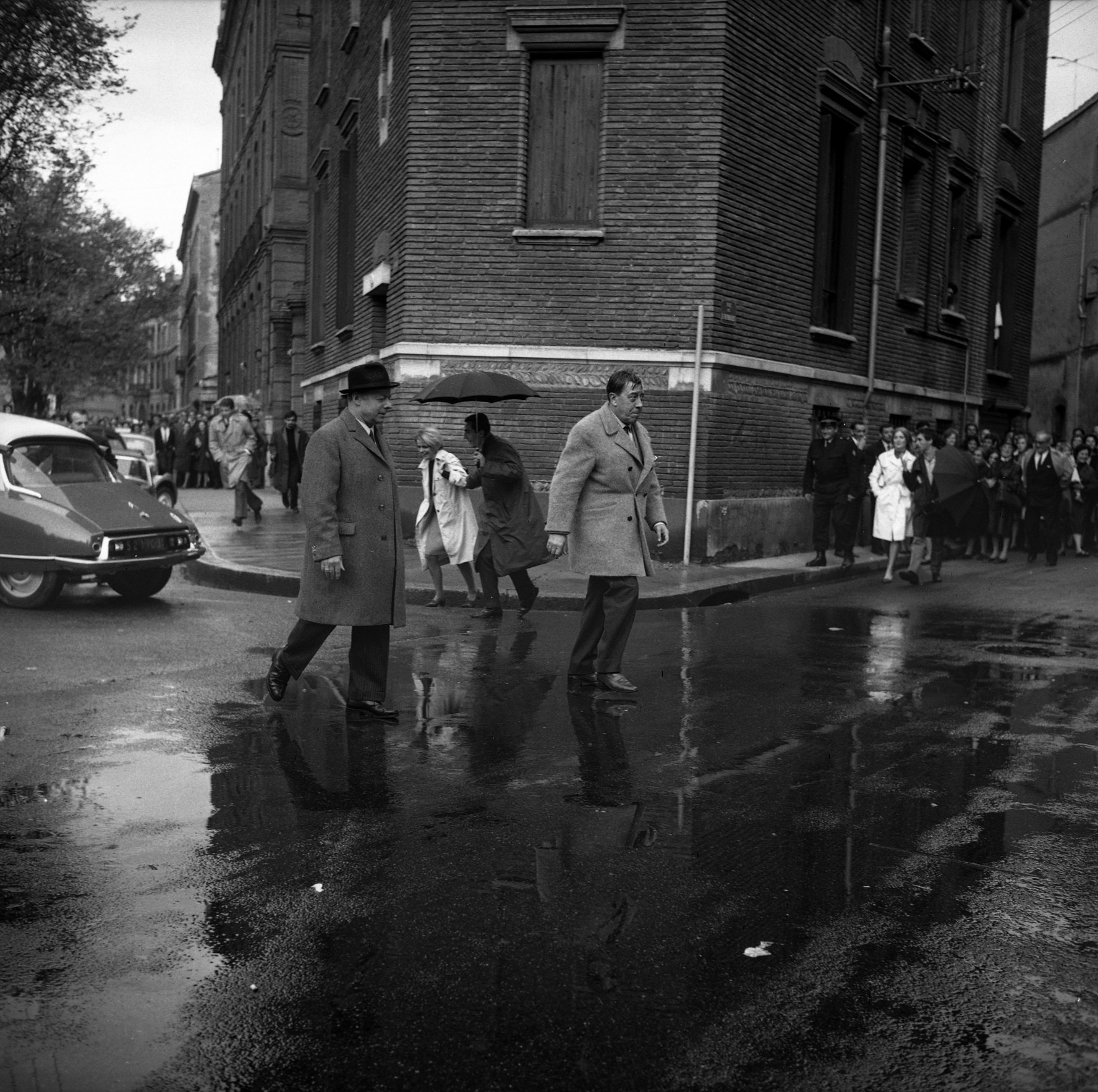
Die beiden Hauptdarsteller
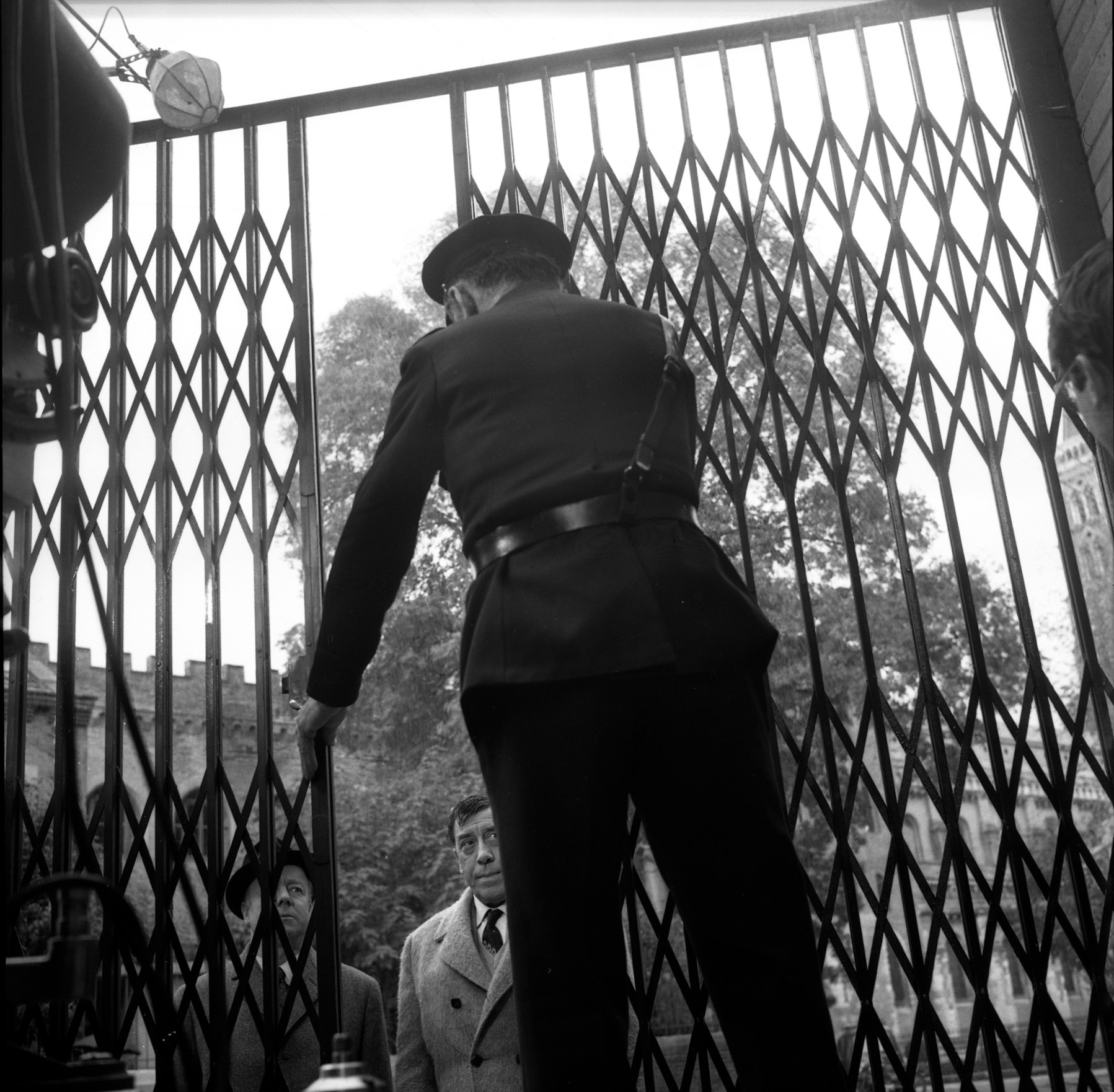
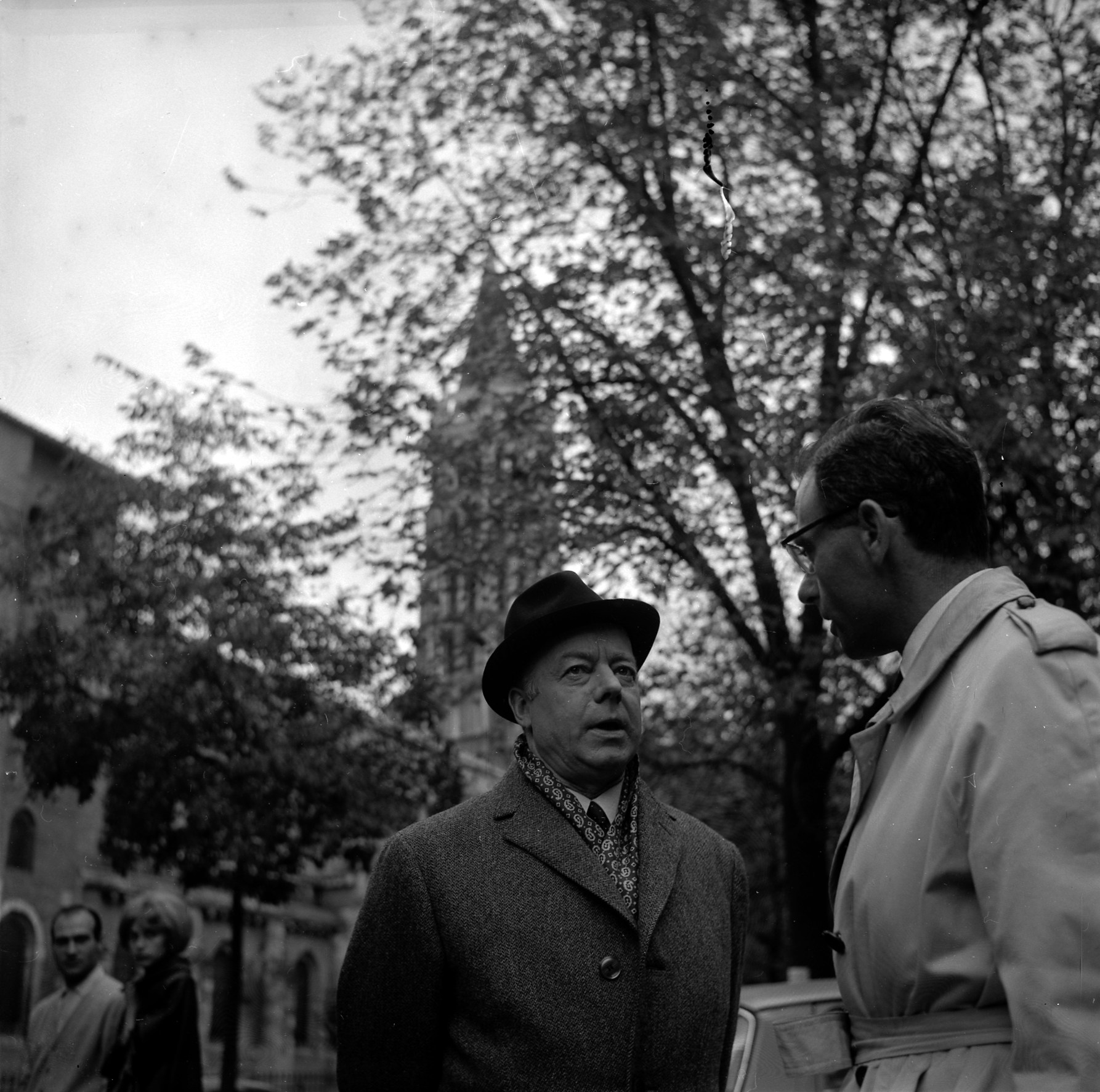
Heinz Rühmann

## Kritiken
„Die Vollblut-Komödianten Rühmann und Fernandel ergänzen sich perfekt – Dieses kriminelle Duo ist einfach köstlich.“